# یاکوبووو لوبینگسکیه
یاکوبووو لوبینگسکیه (به لاتین: Jakubowo Lubińskie) یک روستا در لهستان است که در گمینا پژمکوو واقع شده‌است. یاکوبووو لوبینگسکیه ۳۰۰ نفر جمعیت دارد.